# Metepeira triangularis
Metepeira triangularis är en spindelart som först beskrevs av Pelegrín Franganillo Balboa 1930.  
Metepeira triangularis ingår i släktet Metepeira och familjen hjulspindlar. Inga underarter finns listade i Catalogue of Life.